# Mirmecocoria

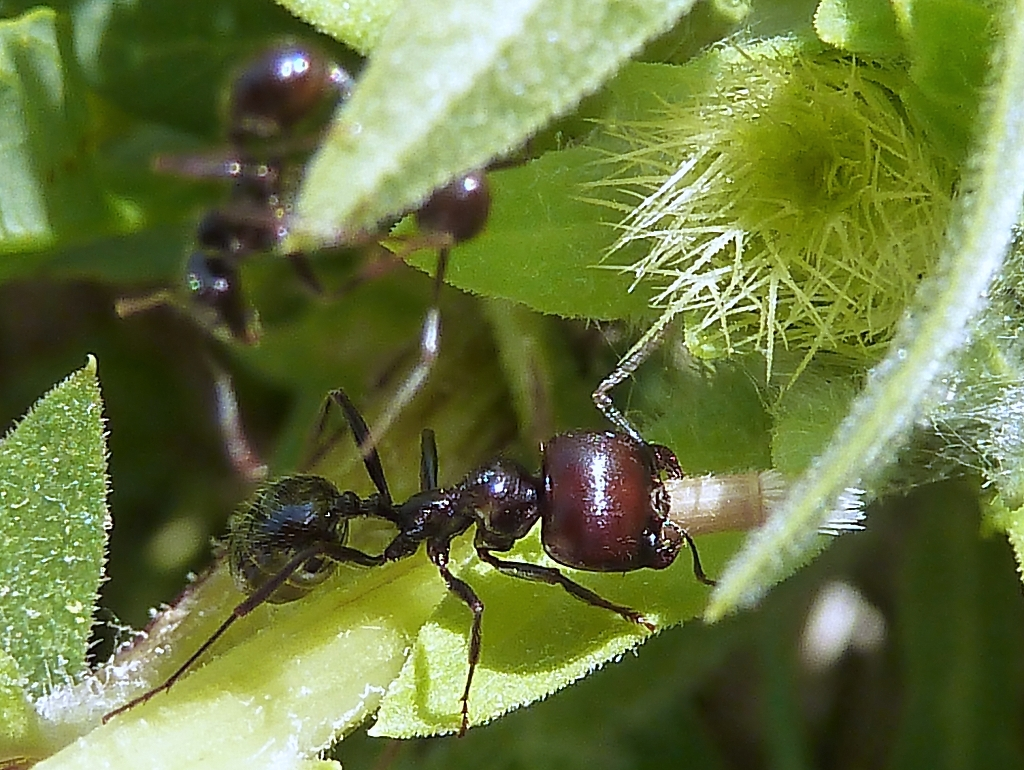
Hormiga cabezona Messor barbarus llevándose al nido una cipsela con eleosoma de Centaurea pullata

La mirmecocoria es la dispersión de semillas de plantas por las hormigas. Esta es una forma de mutualismo en la que la planta se beneficia por la dispersión de sus semillas y la hormiga recibe alimento. Este tipo de dispersión se ha encontrado en unas 80 familias de plantas y juega un gran papel en muchas comunidades vegetales, especialmente en los bosques templados caducifolios de Europa y de América del Norte y zonas arbustivas secas de Australia y África del Sur. Diferentes especies de hormigas recogen y transportan frutos y semillas, la mayoría de los cuales tienen unos apéndices, llamados eleosomas (literalmente, "cuerpos grasos"), que contienen sustancias nutricionales o atrayentes. Las hormigas se llevan las semillas al nido y, allí, alimentan a sus larvas con los eleosomas dejando el resto de la semilla, todavía viable y con capacidad de germinar, en un sitio apartado de dicho nido donde acumulan hormigas muertas y otros desechos que, además, sirven de abono para la germinación de las semillas. Experimentos hechos con la euforbiácea Euphorbia characias demuestran que si una hormiga encuentra una semilla de esta especie, la probabilidad de que sea transportada al hormiguero se incrementa por 7 si la semilla tiene un eleosoma. 
La presencia de un eleosoma no es del todo imprescindible, pues hay especies de hormigas granívoras (por ejemplo Messor barbarus) que acumulan en el nido, a efecto de reservas alimenticias, frutos y semillas enteras que pueden germinar bajo tierra antes de ser eventualmente usadas como alimento.